# Campeonato Mundial de Natação em Piscina Curta de 2012 - 100 m costas feminino
A prova dos 100 metros nado costas feminino do Campeonato Mundial de Natação em Piscina Curta de 2012 foi disputado entre 12 e 13 de dezembro em Istambul  na Turquia.

## Recordes
Antes desta competição, os recordes mundiais e do campeonato nesta prova eram os seguintes:
|    | Nome             | Nacionalidade  | Tempo | Local  | Data                   |
| -- | ---------------- | -------------- | ----- | ------ | ---------------------- |
| WR | Shiho Sakai      | Japão          | 55.23 | Berlim | 15 de novembro de 2009 |
| CR | Natalie Coughlin | Estados Unidos | 56.08 | Dubai  | 16 de dezembro de 2010 |

## Medalhistas
| Ouro                 | Prata             | Bronze                 |
| Olivia Smoliga (USA) | Mie Nielsen (DEN) | Simona Baumrtová (CZE) |

## Resultados

### Eliminatórias
As eliminatórias ocorreram dia 12 de dezembro.
| Colocação | Colocação | Raia | Nome                               | Tempo   | Notas |
| --------- | --------- | ---- | ---------------------------------- | ------- | ----- |
| 1         | 6         | 5    | Simona Baumrtová (CZE)             | 57.65   | Q     |
| 2         | 7         | 4    | Daryna Zevina (UKR)                | 57.66   | Q     |
| 3         | 5         | 8    | Olivia Smoliga (USA)               | 57.75   | Q     |
| 4         | 7         | 3    | Mie Nielsen (DEN)                  | 57.83   | Q     |
| 5         | 5         | 5    | Grace Loh (AUS)                    | 57.89   | Q     |
| 6         | 5         | 3    | Georgia Davies (GBR)               | 57.94   | Q     |
| 7         | 7         | 2    | Arianna Barbieri (ITA)             | 58.02   | Q     |
| 8         | 7         | 5    | Kira Toussaint (NED)               | 58.23   | Q     |
| 9         | 5         | 4    | Rachel Goh (AUS)                   | 58.35   | Q     |
| 10        | 6         | 3    | Duane Da Rocha (ESP)               | 58.40   | Q     |
| 11        | 5         | 9    | Megan Romano (USA)                 | 58.45   | Q     |
| 12        | 6         | 4    | Elizabeth Simmonds (GBR)           | 58.48   | Q     |
| 13        | 7         | 6    | Zhou Yanxin (CHN)                  | 58.73   | Q     |
| 14        | 5         | 1    | Marie Kamimura (JPN)               | 58.75   | Q     |
| 15        | 6         | 6    | Michelle Coleman (SWE)             | 58.83   | Q     |
| 16        | 5         | 6    | Sharon van Rouwendaal (NED)        | 58.86   | Q     |
| 17        | 5         | 7    | Fernanda González (MEX)            | 58.94   | NR    |
| 18        | 6         | 2    | Anja Čarman (SLO)                  | 59.02   |       |
| 19        | 4         | 4    | Carolina Colorado Henao (COL)      | 59.19   | NR    |
| 20        | 5         | 0    | Jessica Ashley-Cooper (RSA)        | 59.35   |       |
| 21        | 6         | 8    | Melissa Ingram (NZL)               | 59.36   |       |
| 22        | 6         | 7    | Fabíola Molina (BRA)               | 59.37   |       |
| 23        | 7         | 9    | Karin Prinsloo (RSA)               | 59.68   |       |
| 24        | 4         | 3    | Evelyn Verrasztó (HUN)             | 59.69   |       |
| 25        | 7         | 1    | Jenny Mensing (GER)                | 59.76   |       |
| 26        | 7         | 0    | Alicja Tchórz (POL)                | 59.84   |       |
| 27        | 6         | 1    | Polina Lapshina (RUS)              | 1:00.10 |       |
| 28        | 6         | 0    | Etiene Medeiros (BRA)              | 1:00.88 |       |
| 29        | 7         | 8    | Noriko Inada (JPN)                 | 1:00.93 |       |
| 30        | 6         | 9    | Fu Yuanhui (CHN)                   | 1:01.08 |       |
| 30        | 7         | 7    | Chantal van Landeghem (CAN)        | 1:01.08 |       |
| 32        | 4         | 6    | Hanna-Maria Seppälä (FIN)          | 1:01.14 |       |
| 33        | 1         | 8    | Yekaterina Rudenko (KAZ)           | 1:01.16 |       |
| 34        | 4         | 5    | Ida Lindborg (SWE)                 | 1:01.23 |       |
| 35        | 4         | 1    | Sarah Rolko (LUX)                  | 1:01.37 |       |
| 36        | 4         | 0    | Birita Debes (FRO)                 | 1:01.68 |       |
| 37        | 4         | 2    | Hazal Sarıkaya (TUR)               | 1:01.86 |       |
| 38        | 4         | 7    | Halime Zulal Zeren (TUR)           | 1:02.40 |       |
| 39        | 4         | 8    | Kätlin Sepp (EST)                  | 1:02.97 |       |
| 40        | 3         | 5    | Lynette Ng (SIN)                   | 1:03.54 | NR    |
| 41        | 5         | 2    | Nguyễn Thị Ánh Viên (VIE)          | 1:03.63 |       |
| 42        | 3         | 7    | Araya Wongvat (THA)                | 1:03.78 |       |
| 43        | 3         | 2    | Inés Remersaro (URU)               | 1:04.32 |       |
| 44        | 3         | 9    | Caroline Pickering Puamau (FIJ)    | 1:04.37 |       |
| 45        | 3         | 6    | Vong Erica Man Wai (MAC)           | 1:04.69 |       |
| 46        | 3         | 4    | Agata Magner (POL)                 | 1:04.94 |       |
| 47        | 4         | 9    | Tatiana Perstniova (MDA)           | 1:05.07 |       |
| 48        | 2         | 3    | Mariangel Hidalgo (CRC)            | 1:05.43 |       |
| 49        | 2         | 5    | Lanoe Talisa Erwan (KEN)           | 1:05.64 | NR    |
| 50        | 3         | 1    | Anahit Barseghyan (ARM)            | 1:05.71 |       |
| 51        | 3         | 0    | Mónica Ramírez (AND)               | 1:05.81 |       |
| 52        | 3         | 3    | Yessy Yosaputra (INA)              | 1:05.84 |       |
| 53        | 2         | 4    | Kuan Weng I (MAC)                  | 1:06.71 |       |
| 54        | 3         | 8    | Kimiko Shihara Raheem (SRI)        | 1:07.25 |       |
| 55        | 2         | 6    | Naomi Ruele (BOT)                  | 1:07.59 |       |
| 56        | 2         | 2    | Field Anita Zahra (KEN)            | 1:08.32 |       |
| 57        | 2         | 8    | Nur Hamizah Ahmad (BRU)            | 1:09.68 |       |
| 58        | 2         | 7    | Fabiola Espinoza (NCA)             | 1:10.88 |       |
| 59        | 2         | 1    | Lianna Catherine Swan (PAK)        | 1:11.53 |       |
| 60        | 2         | 0    | Monica Saili (SAM)                 | 1:11.88 |       |
| 61        | 1         | 7    | K. Zin Win (MYA)                   | 1:12.01 |       |
| 62        | 2         | 9    | Tegan McCarthy (PNG)               | 1:12.61 |       |
| 63        | 1         | 4    | Victoria Chentsova (MNP)           | 1:14.14 |       |
| 64        | 1         | 2    | Domoinanavalona Amboaratiana (MAD) | 1:14.39 |       |
| 65        | 1         | 6    | Felicity Passon (SEY)              | 1:15.64 |       |
| 66        | 1         | 3    | Danielle Atoigue (GUM)             | 1:19.86 |       |
| 67        | 1         | 5    | Ann Marie Hepler (MHL)             | 1:21.89 |       |
| 68        | 1         | 0    | Erika Torrellas (VEN)              | DNS     |       |
| 68        | 1         | 1    | Andreina Pinto (VEN)               | DNS     |       |

### Semifinal
A semifinal  ocorreu dia 12 de dezembro.
| Colocação | Bateria | Raia | Nome                  | Nacionalidade  | Tempo | Notas |
| --------- | ------- | ---- | --------------------- | -------------- | ----- | ----- |
| 1         | 1       | 5    | Mie Nielsen           | Dinamarca      | 57.15 | Q, NR |
| 2         | 2       | 2    | Rachel Goh            | Austrália      | 57.39 | Q     |
| 3         | 1       | 3    | Georgia Davies        | Grã-Bretanha   | 57.41 | Q     |
| 4         | 2       | 4    | Simona Baumrtová      | Chéquia        | 57.62 | Q     |
| 4         | 2       | 3    | Grace Loh             | Austrália      | 57.62 | Q     |
| 6         | 1       | 4    | Daryna Zevina         | Ucrânia        | 57.66 | Q     |
| 7         | 2       | 5    | Olivia Smoliga        | Estados Unidos | 57.74 | Q     |
| 8         | 1       | 2    | Duane Da Rocha        | Espanha        | 58.15 | Q     |
| 9         | 2       | 1    | Zhou Yanxin           | China          | 58.21 |       |
| 10        | 1       | 7    | Elizabeth Simmonds    | Grã-Bretanha   | 58.34 |       |
| 11        | 1       | 6    | Kira Toussaint        | Países Baixos  | 58.36 |       |
| 12        | 2       | 7    | Megan Romano          | Estados Unidos | 58.46 |       |
| 13        | 2       | 6    | Arianna Barbieri      | Itália         | 58.50 |       |
| 14        | 2       | 8    | Michelle Coleman      | Suécia         | 58.65 |       |
| 15        | 1       | 8    | Sharon van Rouwendaal | Países Baixos  | 58.89 |       |
| 16        | 1       | 1    | Marie Kamimura        | Japão          | 59.23 |       |

### Final
A final teve sua disputa realizada em 13 de dezembro.
| Colocação         | Raia | Nome             | Nacionalidade  | Tempo | Notas |
| ----------------- | ---- | ---------------- | -------------- | ----- | ----- |
| Medalha de ouro   | 1    | Olivia Smoliga   | Estados Unidos | 56.64 |       |
| Medalha de prata  | 4    | Mie Nielsen      | Dinamarca      | 57.07 | NR    |
| Medalha de bronze | 6    | Simona Baumrtová | Chéquia        | 57.18 | NR    |
| 4                 | 5    | Rachel Goh       | Austrália      | 57.31 |       |
| 5                 | 3    | Georgia Davies   | Grã-Bretanha   | 57.32 |       |
| 6                 | 2    | Grace Loh        | Austrália      | 57.34 |       |
| 7                 | 7    | Daryna Zevina    | Ucrânia        | 57.67 |       |
| 8                 | 8    | Duane Da Rocha   | Espanha        | 58.14 |       |

Legenda
| Recorde mundial       | Recorde mundial (World record)               |                       | Recorde africano                      | Recorde africano (African) |                                           | Q | Classificado por posição (Qualified) |
| Recorde do campeonato | Recorde do campeonato (Championship record)  | Recorde da América    | Recorde da América (Americas)         | q                          | Classificado por melhor tempo (Qualified) |   |                                      |
| Melhor marca do ano   | Melhor marca do ano (World leading)          | Recorde asiático      | Recorde asiático (Asian)              | DNS                        | Não largou (Did not start)                |   |                                      |
| Recorde nacional      | Recorde nacional (National record)           | Recorde europeu       | Recorde europeu (European)            | DNF                        | Não terminou (Did not finish)             |   |                                      |
| Recorde pessoal       | Recorde pessoal do atleta (Personal best)    | Recorde da Oceania    | Recorde da Oceania (Oceania)          | DSQ / DQ                   | Desclassificado (Disqualified)            |   |                                      |
| Recorde da temporada  | Recorde da temporada do atleta (Season best) | Recorde sul-americano | Recorde sul-americano (South America) | NM                         | Sem marca (No mark)                       |   |                                      |